# Sebastian Cano
Pour les articles homonymes, voir Cano.
Sebastian David Cano est un joueur de rink hockey franco-argentin né le 9 avril 1975 à San Juan en Argentine.

## Biographie
Cano évolue depuis 2001 à l'US Coutras où il est capitaine. L'argentin a gagné avec ce club deux titres de champion de France.
Il a joué son premier match avec l'équipe de France lors d'un match de préparation contre une sélection nantaise le 15 février 2011. Il jouera sa première et seule compétition majeure avec la sélection sept mois après lors du championnat du monde à San Juan, sa ville natale.
En 2013, il met un terme à sa carrière de joueur mais reste à l'US Coutras, dont il devient l'entraîneur.

## Palmarès
- Vainqueur du Championnat de France de National 1 en 2010 et 2011[6]

- Troisième du Championnat de France de National 1 en 2009[7] et 2012

- Finaliste de la Coupe de France en 2007 et 2008

- Demi-finaliste de la Coupe de France en 2006 et 2010

- Quart-de-finaliste de la Coupe CERS en 2010[8]